# Seelow
Seelow (pol. hist. Żelów) – miasto w Niemczech w kraju związkowym Brandenburgia, stolica powiatu Märkisch-Oderland (Marchia Odrzańska), siedziba urzędu Seelow-Land. Miasto liczy prawie 5,5 tys. mieszkańców. Jego powierzchnia wynosi ponad 42 km². Seelow położone jest w odległości 60 km od Berlina i 16 km od polskiej granicy. Burmistrz (Bürgermeister) Robert Nitz.

## Historia
Najstarsza wzmianka o wsi Żelów jako Villa Zelou pochodzi z 1252 roku. Wieś należała wówczas do diecezji lubuskiej, podporządkowanej do 1424 roku metropolii gnieźnieńskiej. Państwową przynależność miejscowość zmieniła trzy lata wcześniej, kiedy rozbita dzielnicowo Polska utraciła ziemię lubuską, która do 1252 znalazła się w całości pod panowaniem Marchii Brandenburskiej. W latach 1373–1415 wraz z Marchią Brandenburską była we władaniu Królestwa Czech. W latach 1630, 1788 i 1809 miasto ucierpiało na skutek pożarów. W 1701 Żelów został częścią Królestwa Prus, a w 1871 zjednoczonych Niemiec.
Pod koniec II wojny światowej w kwietniu 1945 została stoczona bitwa o wzgórza Seelow, kiedy to armia Gieorgija Żukowa otworzyła drogę na Berlin, ponosząc jednak duże straty. W bitwie brała udział 1 Armia Wojska Polskiego. Po wojnie Seelow wraz z położoną na zachód od Odry częścią ziemi lubuskiej znalazło się w radzieckiej strefie okupacyjnej Niemiec (wschodnia część po 696 latach powróciła w polskie granice). 27 listopada 1945 roku odsłonięto pomnik upamiętniający bitwę o wzgórza Seelow. W latach 1949–1990 miasto było częścią NRD. 26 października 2003 do miasta włączono wieś Werbig.

## Demografia
| Rok  | Populacja |
| ---- | --------- |
| 1875 | 3 618     |
| 1890 | 3 334     |
| 1910 | 2 961     |
| 1925 | 3 066     |
| 1933 | 3 165     |
| 1939 | 3 082     |
| 1946 | 2 757     |
| 1950 | 3 253     |
| 1964 | 4 500     |
| 1971 | 4 740     |

| Rok  | Populacja |
| ---- | --------- |
| 1981 | 5 441     |
| 1985 | 5 669     |
| 1989 | 5 583     |
| 1990 | 5 487     |
| 1991 | 5 473     |
| 1992 | 5 361     |
| 1993 | 5 240     |
| 1994 | 5 168     |
| 1995 | 5 167     |
| 1996 | 5 237     |

| Rok  | Populacja |
| ---- | --------- |
| 1997 | 5 248     |
| 1998 | 5 380     |
| 1999 | 5 381     |
| 2000 | 5 412     |
| 2001 | 5 371     |
| 2002 | 5 316     |
| 2003 | 5 995     |
| 2004 | 5 896     |
| 2005 | 5 776     |
| 2006 | 5 736     |

| Rok  | Populacja |
| ---- | --------- |
| 2007 | 5 688     |
| 2008 | 5 599     |
| 2009 | 5 575     |
| 2010 | 5 540     |
| 2011 | 5 445     |
| 2012 | 5 464     |
| 2013 | 5 465     |
| 2014 | 5 366     |

## Zabytki
- Kościół parafialny, wybudowany w latach 1830–1832
- Dom Kultury, wybudowany w latach 1954–1955
- Ratusz
- Most kolejowy

## Galeria

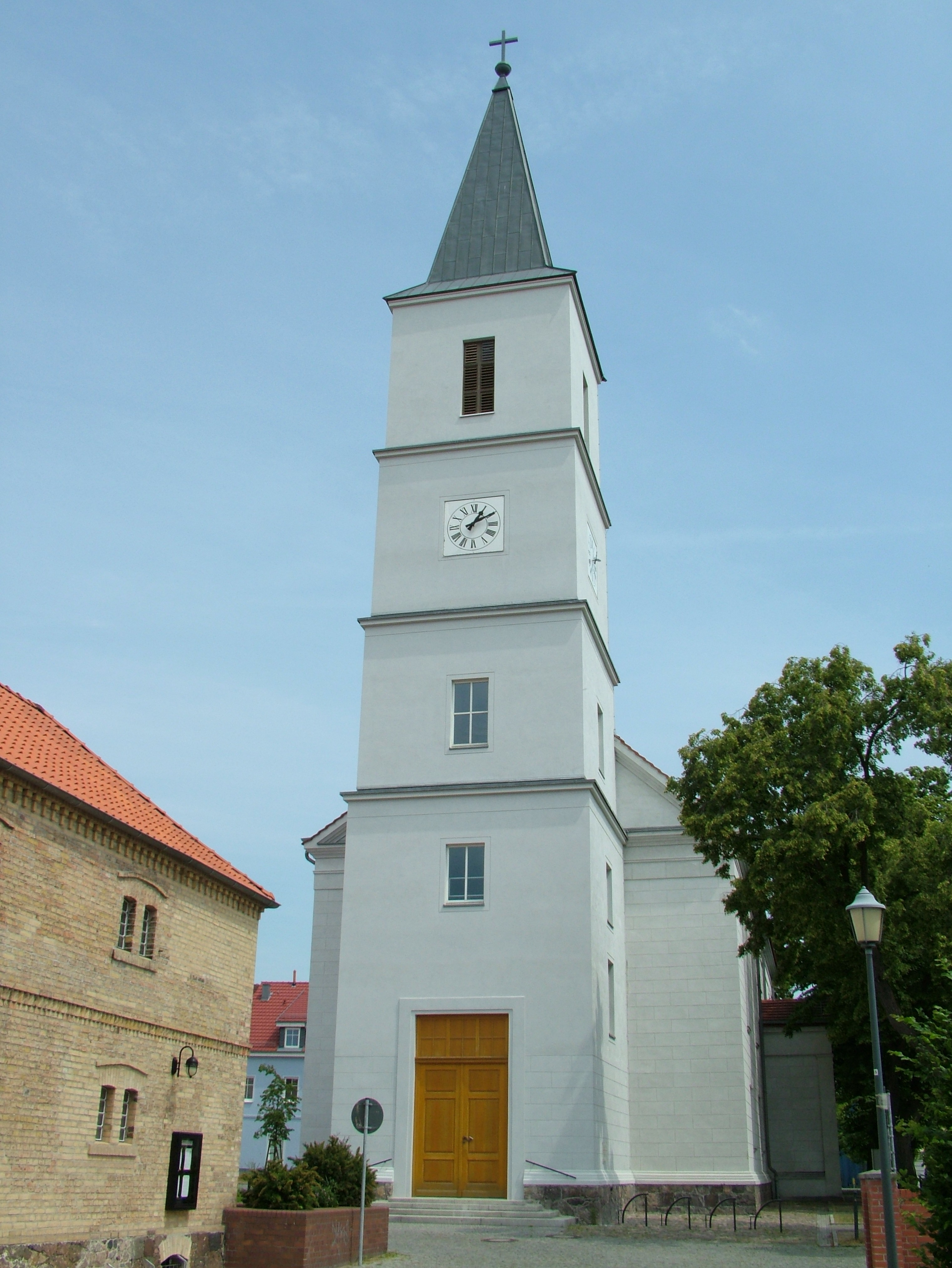
Kościół
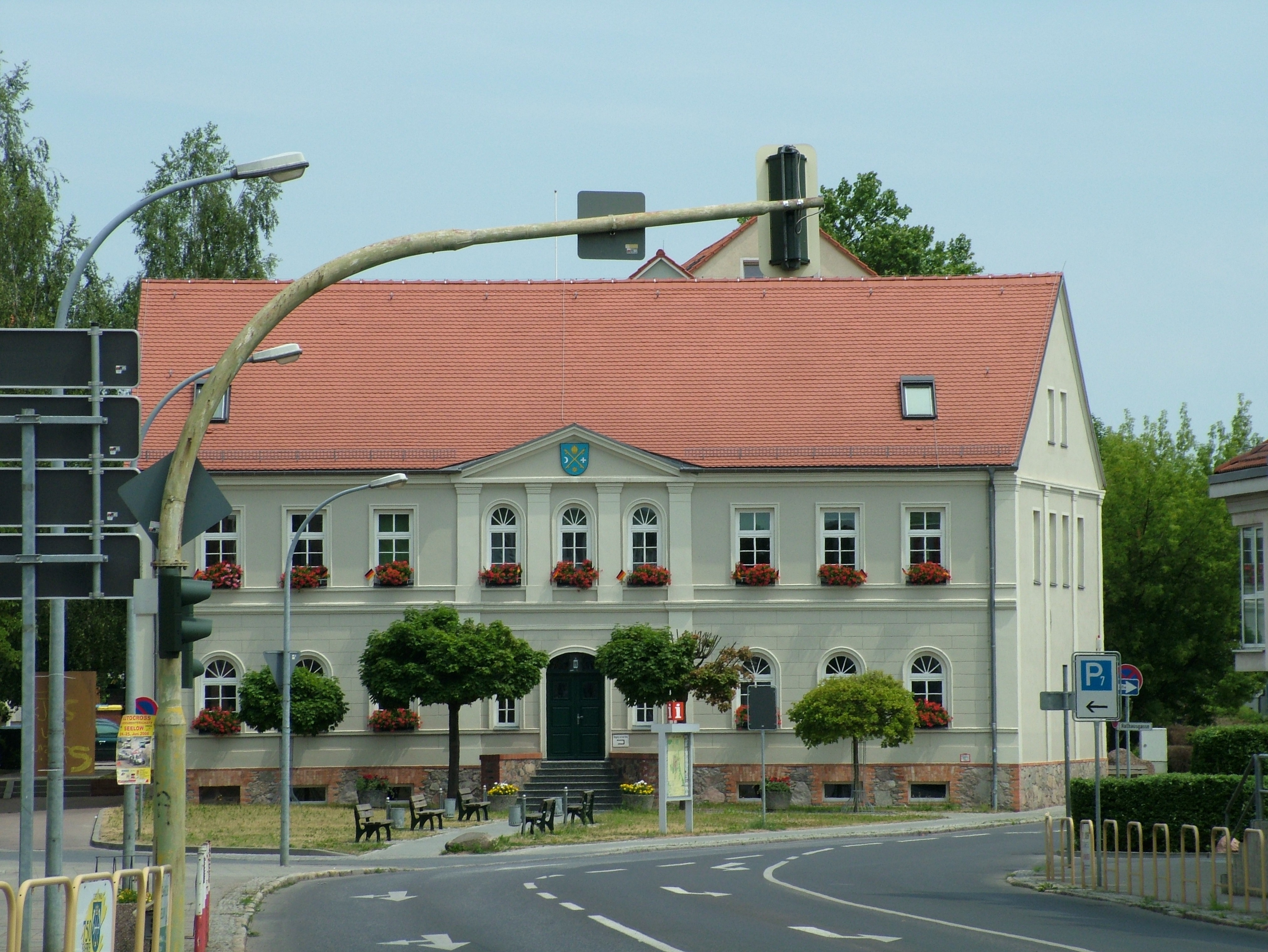
Ratusz
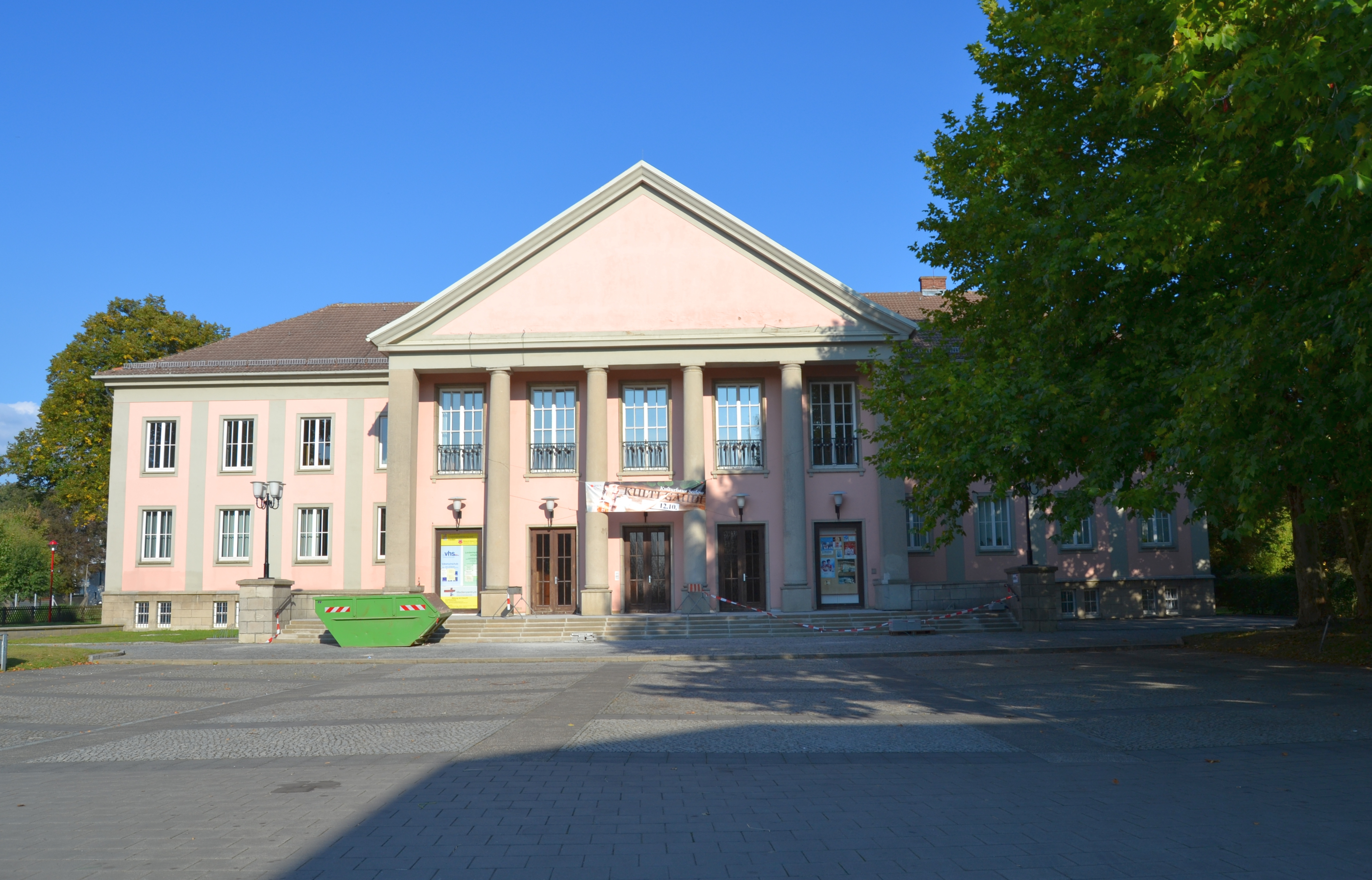
Dom Kultury
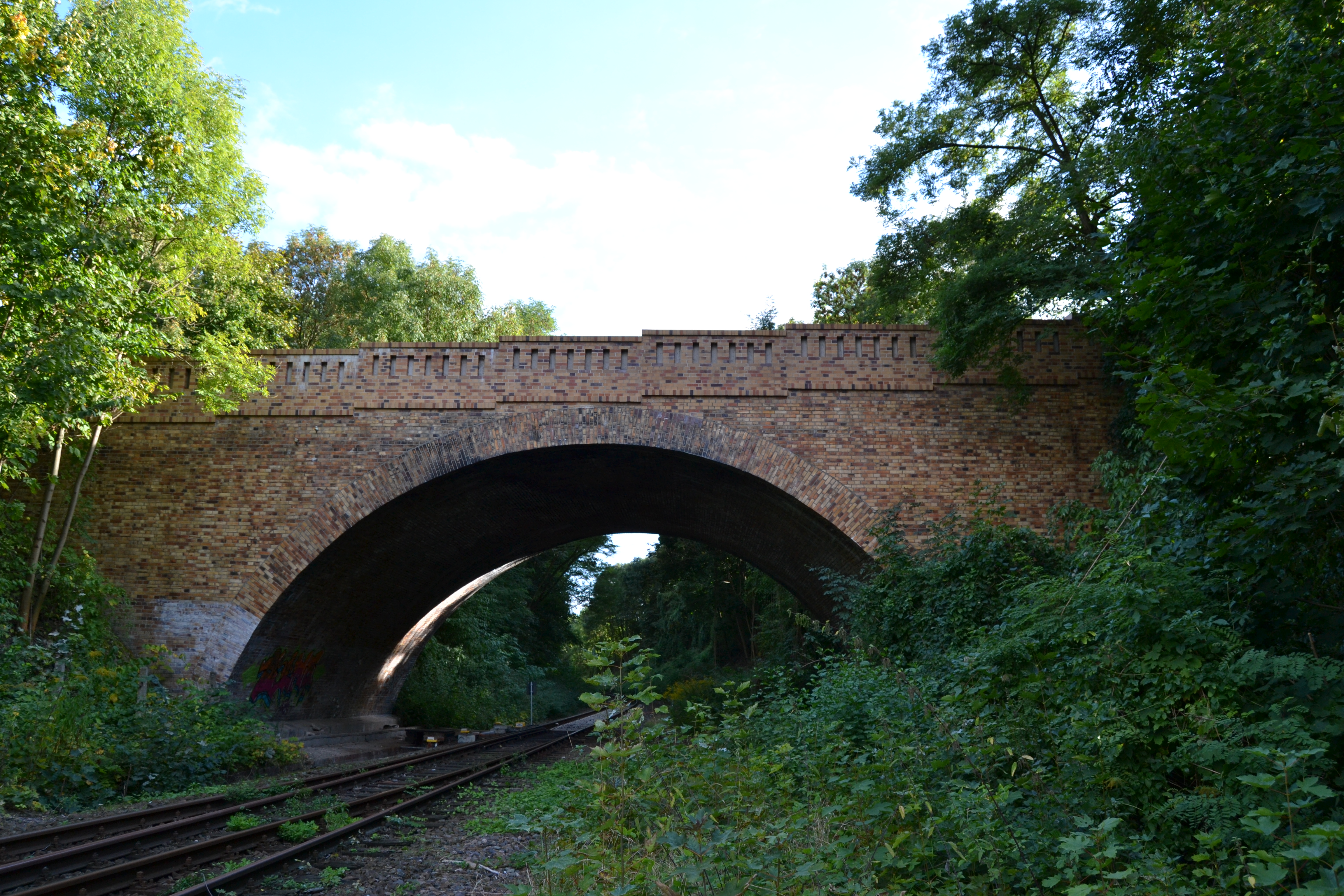
Most kolejowy
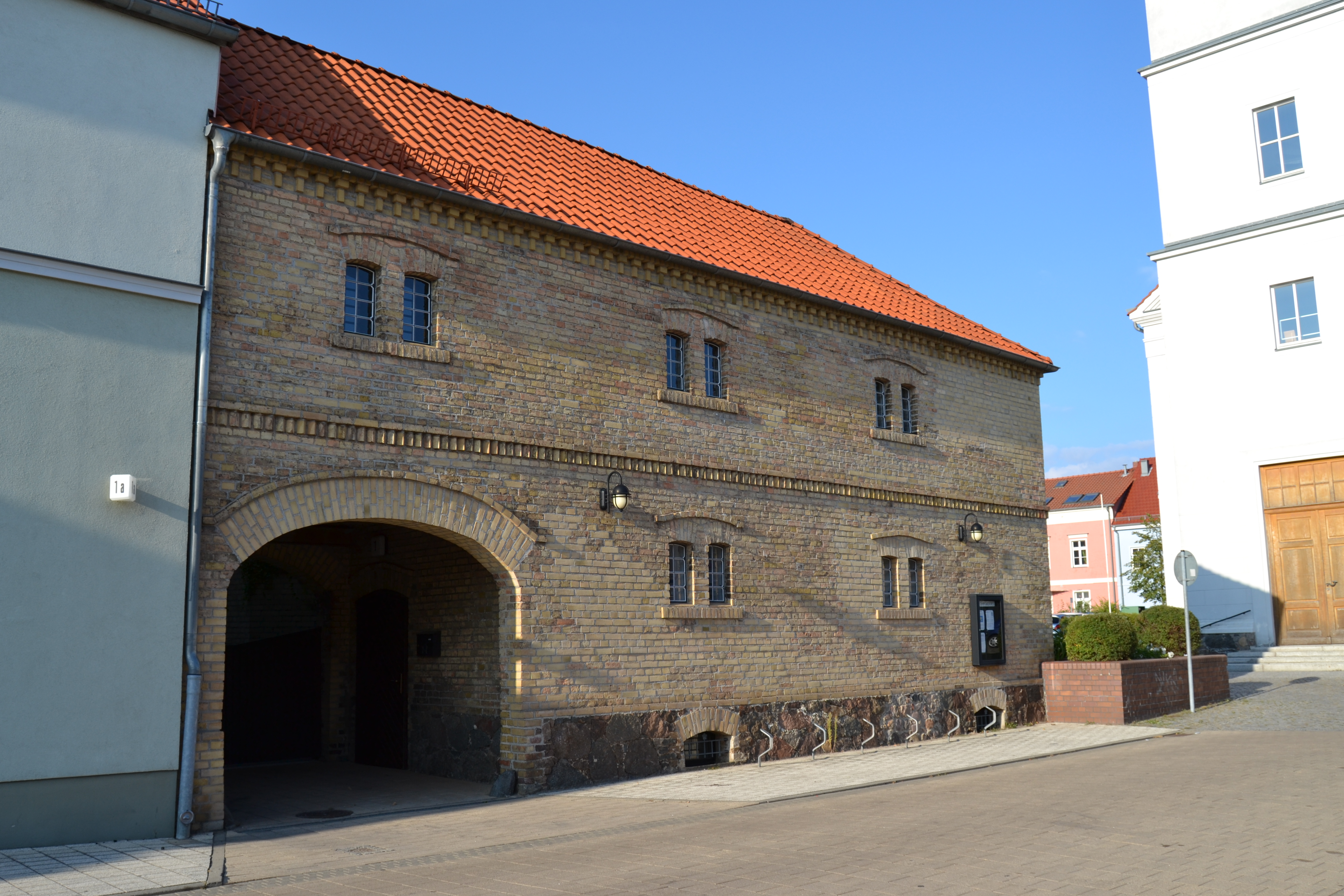
Piekarnia
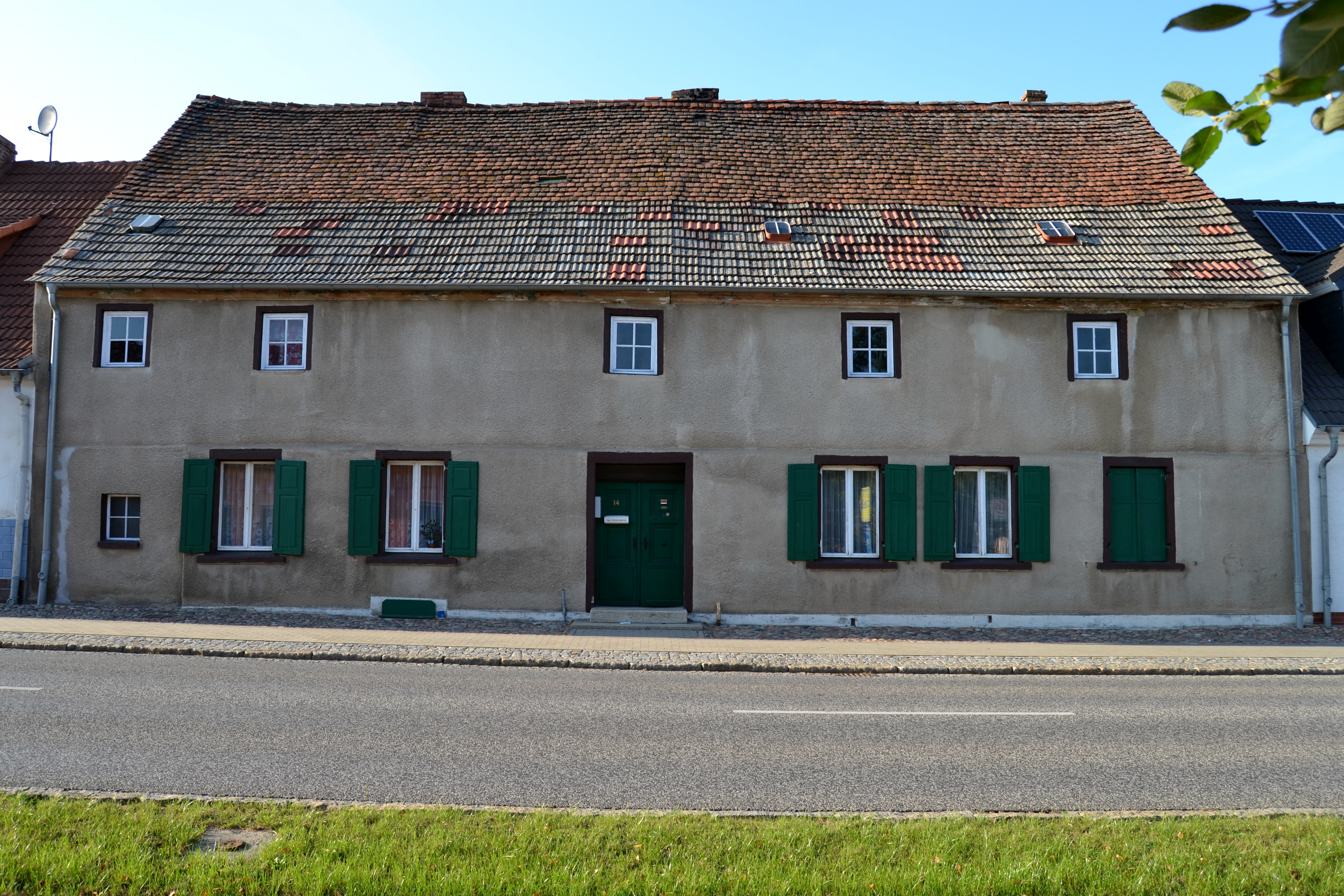
Dom przy ul. Berlińskiej (Berliner Straße)
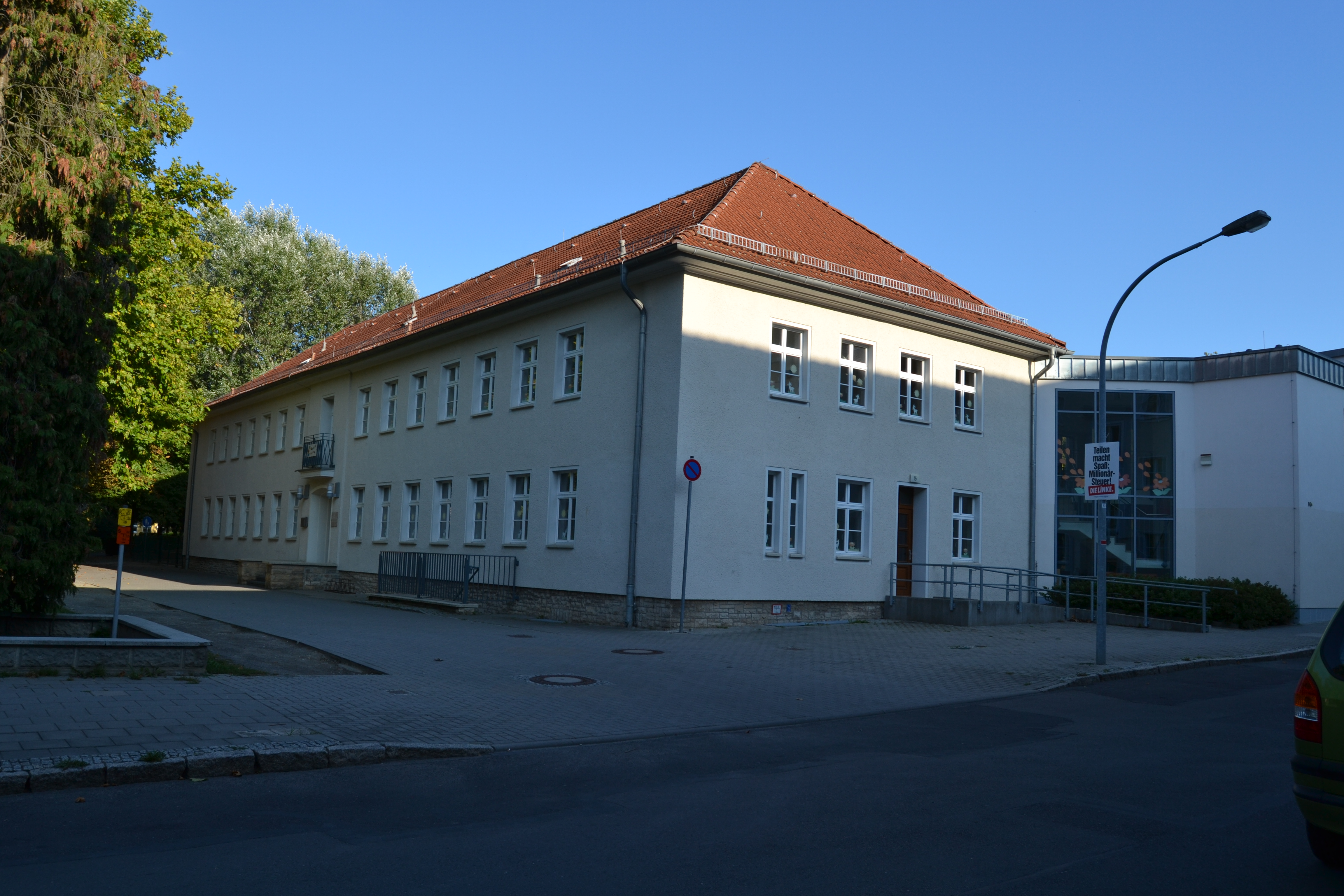
Przedszkole
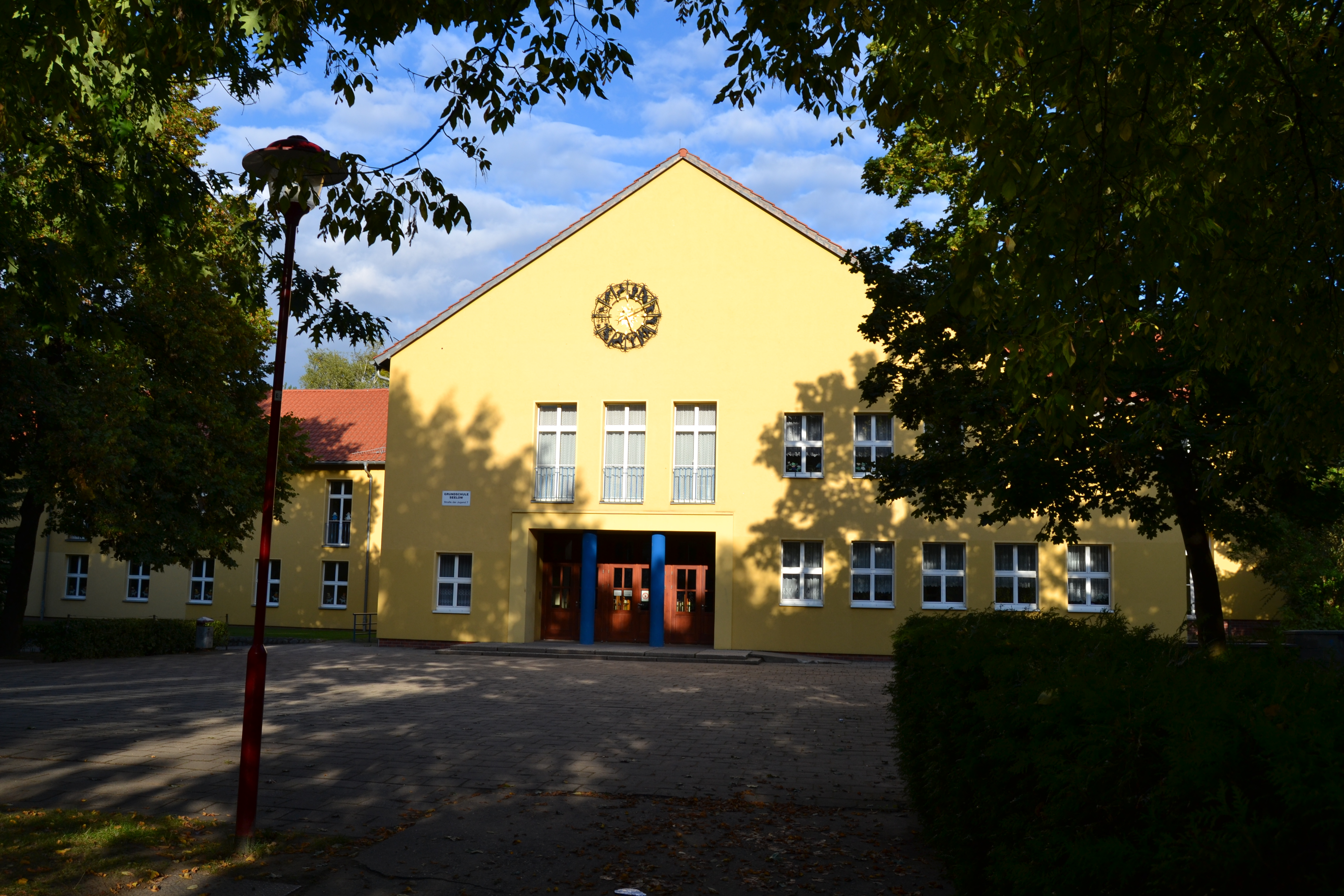
Szkoła podstawowa
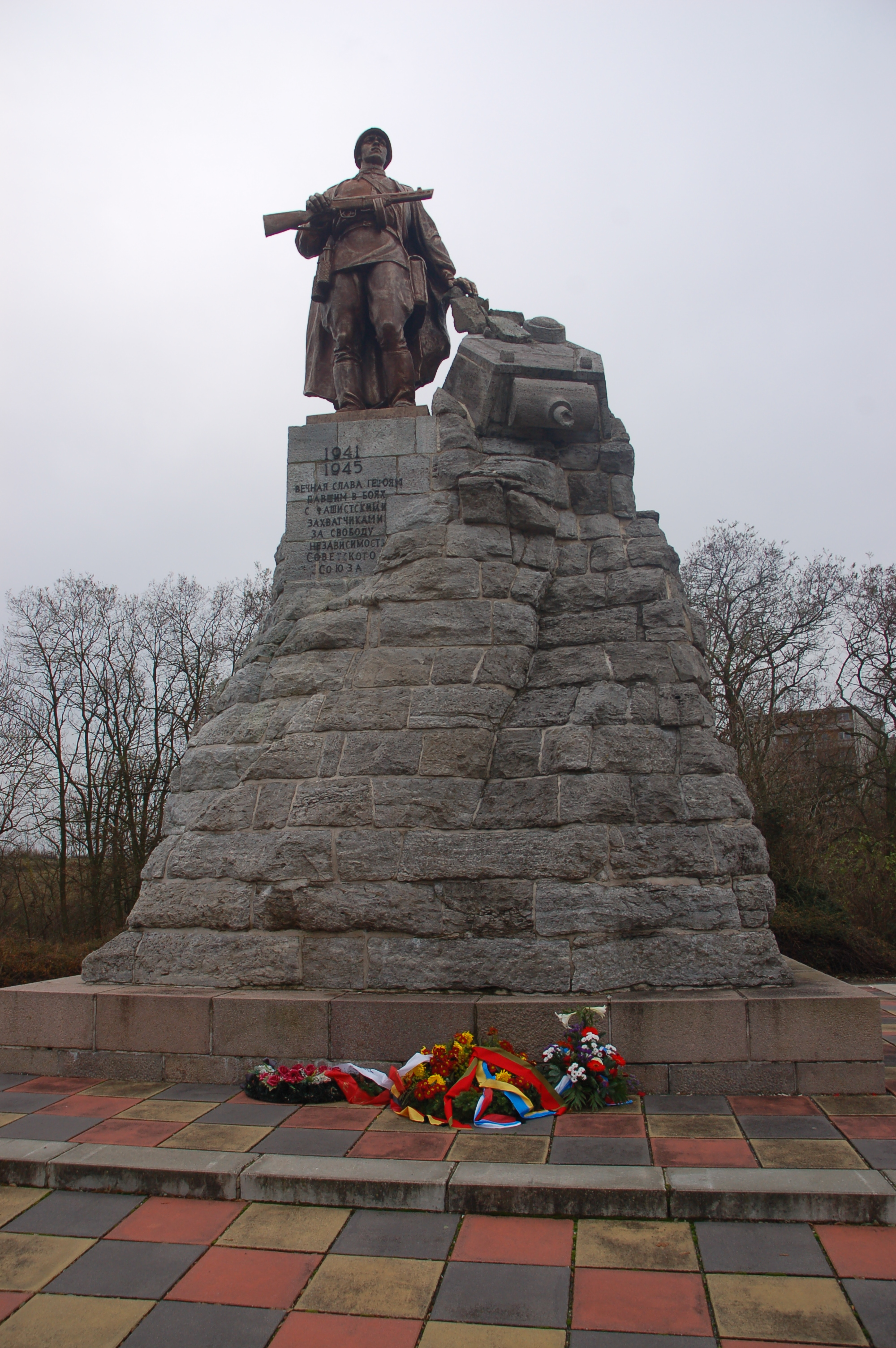
Górna część pomnika upamiętniającego bitwę
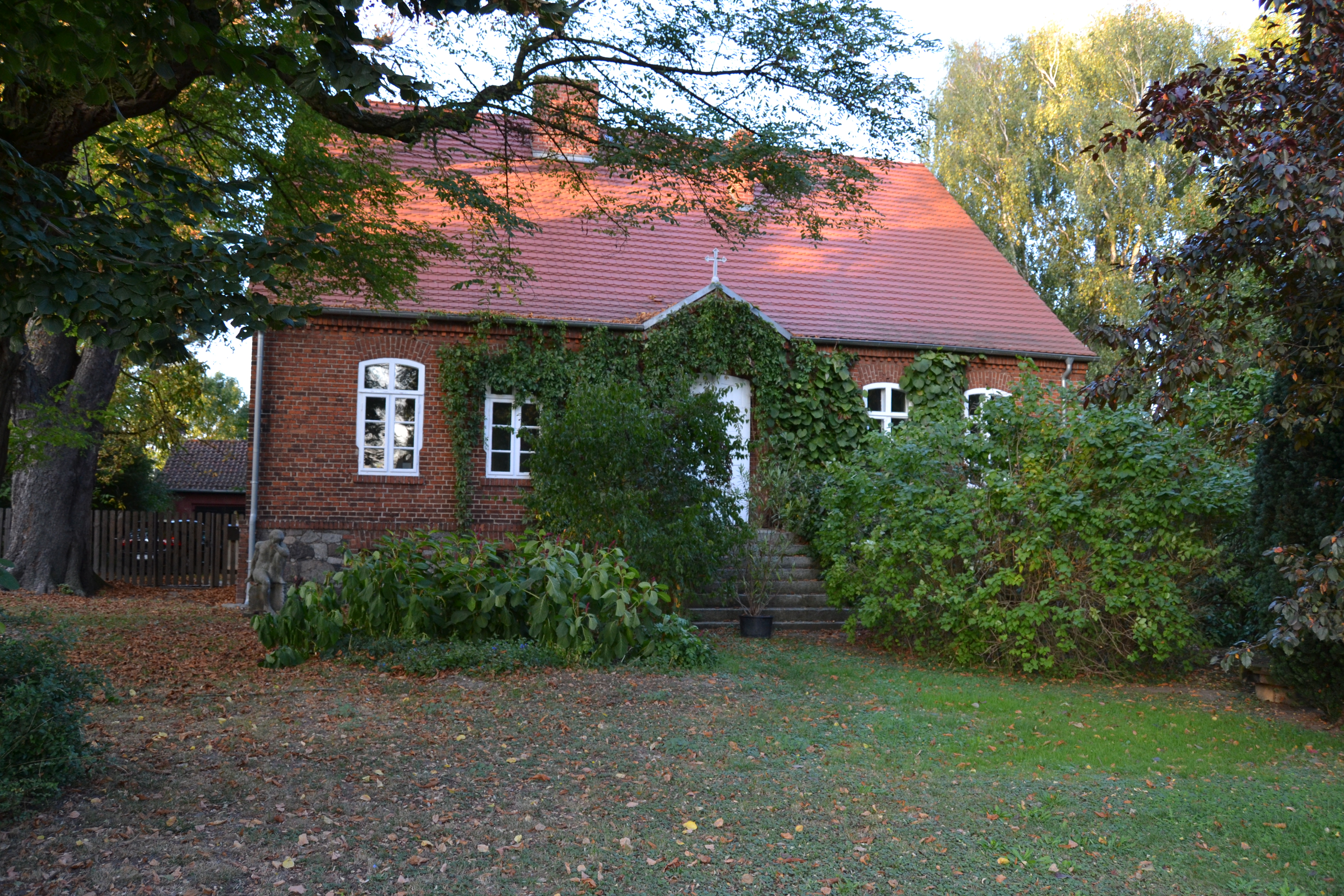
Plebania w Alt Langsow

## Współpraca zagraniczna
- Kostrzyn nad Odrą, Polska
- Międzychód, Polska
- Moers, Nadrenia Północna-Westfalia
- Nangis, Francja